# Ida Ou Gougmar
Ida Ou Gougmar  (in arabo إد او كوكمار‎?) è un centro abitato e comune rurale del Marocco situato nella provincia di Tiznit, regione di Souss-Massa. Conta una popolazione di 5 792 abitanti (censimento 2014).